# 고혹자 정의편 - 홍흥십삼매
고혹자 정의편 - 홍흥십삼매(古惑仔情義篇之洪興十三妹: Portland Street Blues)는 홍콩에서 제작된 엽위민 감독의 1998년 영화이다. 오군여 등이 주연으로 출연하였고 문준 등이 제작에 참여하였다.

## 출연

### 주연
- 오군여
- 양공여
- 방중신

### 조연
- 서기
- 오맹달
- 노혜광
- 동이
- 주영당
- 임효봉
- 우양
- 식경문
- 오지군
- 윤양명
- 정동
- 관해산
- 김흥현
- 채업신
- 오진우
- 정소룡
- 이도유
- 추개광
- 팔량금
- 오지웅
- 이조기
- 황가락

## 제작진
- 출품인: 추문회
- 출품인: 왕정
- 조연출: 장소견
- 조연출: 써니 럭
- 미술: 고진위
- 제편: 왕연명
- 무술연출: 진중태